# Список видов семейства Cybaeidae
Список всех описанных видов пауков семейства Cybaeidae на 23 июля 2013 года. 

## Argyroneta
Argyroneta Latreille, 1804
- Argyroneta aquatica (Clerck, 1757) — Палеарктика

## Cedicoides
Cedicoides Charitonov, 1946
- Cedicoides maerens (Simon, 1889) — Туркменистан
- Cedicoides parthus (Fet, 1993) — Туркменистан
- Cedicoides pavlovskyi (Spassky, 1941) — Таджикистан
- Cedicoides simoni (Charitonov, 1946) — Узбекистан

## Cedicus
Cedicus Simon, 1875
- Cedicus bucculentus Simon, 1889 — Гималаи
- Cedicus dubius Strand, 1907 — Япония
- Cedicus flavipes Simon, 1875 — Восточная Средиземноморье
- Cedicus israeliensis Levy, 1996 — Турция, Израиль
- Cedicus pumilus Thorell, 1895 — Мьянма

## Cybaeina
Cybaeina Chamberlin & Ivie, 1932
- Cybaeina confusa Chamberlin & Ivie, 1942 — США
- Cybaeina minuta (Banks, 1906) — США
- Cybaeina sequoia Roth, 1952 — США
- Cybaeina xantha Chamberlin & Ivie, 1937 — США

## Cybaeota
Cybaeota Chamberlin & Ivie, 1933
- Cybaeota calcarata (Emerton, 1911) — США, Канада
- Cybaeota munda Chamberlin & Ivie, 1937 — США
- Cybaeota nana Chamberlin & Ivie, 1937 — США, Канада
- Cybaeota shastae Chamberlin & Ivie, 1937 — США

## Cybaeozyga
Cybaeozyga Chamberlin & Ivie, 1937
- Cybaeozyga heterops Chamberlin & Ivie, 1937 — США

## Cybaeus
Cybaeus L. Koch, 1868
- Cybaeus abchasicus Charitonov, 1947 — Турция, Грузия, Россия
- Cybaeus adenes Chamberlin & Ivie, 1932 — США
- Cybaeus aizuensis Kobayashi, 2006 — Япония
- Cybaeus akaanaensis (Komatsu, 1968) — Япония
- Cybaeus akiensis Ihara, 2003 — Япония
- Cybaeus amicus Chamberlin & Ivie, 1932 — США
- Cybaeus anaiwaensis (Komatsu, 1968) — Япония
- Cybaeus angustiarum L. Koch, 1868 — Европа до Азербайджана
- Cybaeus aokii Yaginuma, 1972 — Япония
- Cybaeus aquilonalis Yaginuma, 1958 — Китай, Япония
- Cybaeus aratrum Kim & Kim, 2008 — Корея
- Cybaeus asahi Kobayashi, 2006 — Япония
- Cybaeus ashikitaensis (Komatsu, 1968) — Япония
- Cybaeus aspenicolens Chamberlin & Ivie, 1932 — США
- Cybaeus balkanus Deltshev, 1997 — Болгария, Сербия, Македония
- Cybaeus bam Marusik & Logunov, 1991 — Курильские Острова
- Cybaeus basarukini Marusik & Logunov, 1991 — Сахалин
- Cybaeus bitchuensis Ihara & Nojima, 2005 — Япония
- Cybaeus biwaensis Kobayashi, 2006 — Япония
- Cybaeus blasbes Chamberlin & Ivie, 1932 — США
- Cybaeus brignolii Maurer, 1992 — Турция
- Cybaeus broni Caporiacco, 1934 — Каракорум
- Cybaeus bulbosus Exline, 1935 — США
- Cybaeus cascadius Roth, 1952 — США
- Cybaeus chauliodous Bennett, 2009 — США
- Cybaeus communis Yaginuma, 1972 — Япония
- Cybaeus confrantis Oliger, 1994 — Россия
- Cybaeus conservans Chamberlin & Ivie, 1932 — США
- Cybaeus consocius Chamberlin & Ivie, 1932 — США
- Cybaeus constrictus Chamberlin & Ivie, 1942 — США
- Cybaeus cribelloides Chamberlin & Ivie, 1932 — США
- Cybaeus cylisteus Zhu & Wang, 1992 — Китай
- Cybaeus daisen Ihara & Nojima, 2005 — Япония
- Cybaeus deletroneus Zhu & Wang, 1992 — Китай
- Cybaeus desmaeus Zhu & Wang, 1992 — Китай
- Cybaeus devius Chamberlin & Ivie, 1942 — США
- Cybaeus echigo Kobayashi, 2006 — Япония
- Cybaeus echinaceus Zhu & Wang, 1992 — Китай
- Cybaeus enshu Kobayashi, 2006 — Япония
- Cybaeus eutypus Chamberlin & Ivie, 1932 — США, Канада
- Cybaeus fujisanus Yaginuma, 1972 — Япония
- Cybaeus fuujinensis (Komatsu, 1968) — Япония
- Cybaeus gassan Kobayashi, 2006 — Япония
- Cybaeus gidneyi Bennett, 2009 — США
- Cybaeus giganteus Banks, 1892 — США
- Cybaeus gonokawa Ihara, 1993 — Япония
- Cybaeus gotoensis (Yamaguchi & Yaginuma, 1971) — Япония
- Cybaeus grizzlyi Schenkel, 1950 — США
- Cybaeus hatsushibai Ihara, 2005 — Япония
- Cybaeus hesper Chamberlin & Ivie, 1932 — США
- Cybaeus hibaensis Ihara, 1994 — Япония
- Cybaeus higoensis Irie & Ono, 2000 — Япония
- Cybaeus hiroshimaensis Ihara, 1993 — Япония
- Cybaeus inagakii Ono, 2008 — Япония
- Cybaeus intermedius Maurer, 1992 — Швейцария, Италия
- Cybaeus ishikawai (Kishida, 1961) — Япония
- Cybaeus itsukiensis Irie, 1998 — Япония
- Cybaeus jaanaensis Komatsu, 1968 — Япония
- Cybaeus jilinensis Song, Kim & Zhu, 1993 — Китай
- Cybaeus jinsekiensis Ihara, 2006 — Япония
- Cybaeus kawabensis Irie & Ono, 2002 — Япония
- Cybaeus kiiensis Kobayashi, 2006 — Япония
- Cybaeus kirigaminensis Komatsu, 1963 — Япония
- Cybaeus kiuchii Komatsu, 1965 — Япония
- Cybaeus kokuraensis Ihara, 2007 — Япония
- Cybaeus kompiraensis (Komatsu, 1968) — Япония
- Cybaeus kumaensis Irie & Ono, 2001 — Япония
- Cybaeus kunashirensis Marusik & Logunov, 1991 — Сахалин, Курильские Острова, Япония
- Cybaeus kunisakiensis Ihara, 2003 — Япония
- Cybaeus kuramotoi Yaginuma, 1963 — Япония
- Cybaeus longus Paik, 1966 — Корея
- Cybaeus maculosus Yaginuma, 1972 — Япония
- Cybaeus magnus Yaginuma, 1958 — Япония
- Cybaeus melanoparvus Kobayashi, 2006 — Япония
- Cybaeus mellotteei (Simon, 1886) — Япония
- Cybaeus mimasaka Ihara & Nojima, 2005 — Япония
- Cybaeus minoensis Kobayashi, 2006 — Япония
- Cybaeus minor Chyzer, 1897 — Европа
- Cybaeus miyagiensis Ihara, 2004 — Япония
- Cybaeus miyosii Yaginuma, 1941 — Япония
- Cybaeus momotaro Ihara & Nojima, 2005 — Япония
- Cybaeus montanus Maurer, 1992 — Швейцария, Италия
- Cybaeus monticola Kobayashi, 2006 — Япония
- Cybaeus morosus Simon, 1886 — США, Аляска
- Cybaeus mosanensis Paik & Namkung, 1967 — Корея
- Cybaeus multnoma Chamberlin & Ivie, 1942 — США
- Cybaeus nagaiae Ihara, 2010 — Япония
- Cybaeus nagusa Ihara, 2010 — Япония
- Cybaeus nichikoensis (Komatsu, 1968) — Япония
- Cybaeus nipponicus (Uyemura, 1938) — Япония
- Cybaeus nishikawai (Komatsu, 1968) — Япония
- Cybaeus nodongensis Kim, Sung & Chae, 2012 — Корея
- Cybaeus nojimai Ihara, 1993 — Япония
- Cybaeus obedientiarius Komatsu, 1963 — Япония
- Cybaeus okafujii Yaginuma, 1963 — Япония
- Cybaeus okayamaensis Ihara, 1993 — Япония
- Cybaeus okumae Ihara, 2010 — Япония
- Cybaeus paralypropriapus Bennett, 2009 — США
- Cybaeus patritus Bishop & Crosby, 1926 — США
- Cybaeus penedentatus Bennett, 2009 — США
- Cybaeus perditus Chamberlin & Ivie, 1932 — США
- Cybaeus petegarinus Yaginuma, 1972 — Япония
- Cybaeus rarispinosus Yaginuma, 1970 — Япония
- Cybaeus raymondi (Simon, 1916) — Франция
- Cybaeus reducens Chamberlin & Ivie, 1932 — США
- Cybaeus reticulatus Simon, 1886 — США, Канада, Аляска
- Cybaeus ryunoiwayaensis Komatsu, 1968 — Япония
- Cybaeus ryusenensis (Komatsu, 1968) — Япония
- Cybaeus sanbruno Bennett, 2009 — США
- Cybaeus sanctus (Komatsu, 1942) — Япония
- Cybaeus sasakii Ihara, 2004 — Япония
- Cybaeus sasayamaensis Ihara, 2010 — Япония
- Cybaeus scopulatus Chamberlin & Ivie, 1942 — США
- Cybaeus senzokuensis (Komatsu, 1968) — Япония
- Cybaeus septatus Chamberlin & Ivie, 1942 — США
- Cybaeus shingenni Komatsu, 1968 — Япония
- Cybaeus shinkaii (Komatsu, 1970) — Япония
- Cybaeus shoshoneus Chamberlin & Ivie, 1932 — США
- Cybaeus signatus Keyserling, 1881 — Перу
- Cybaeus signifer Simon, 1886 — США, Канада, Аляска
- Cybaeus silicis Barrows, 1919 — США
- Cybaeus simplex Roth, 1952 — США
- Cybaeus sinuosus Fox, 1937 — Канада
- Cybaeus somesbar Bennett, 2009 — США
- Cybaeus strandi Kolosvary, 1934 — Трансильвания
- Cybaeus striatipes Bosenberg & Strand, 1906 — Сахалин, Курильские Острова, Япония
- Cybaeus tajimaensis Ihara & Nojima, 2005 — Япония
- Cybaeus takachihoensis Irie & Ono, 2010 — Япония
- Cybaeus takasawaensis (Komatsu, 1970) — Япония
- Cybaeus taraensis Irie & Ono, 2001 — Япония
- Cybaeus tardatus (Chamberlin, 1919) — США
- Cybaeus tetricus (C. L. Koch, 1839) — Европа
- Cybaeus thermydrinos Bennett, 2009 — США
- Cybaeus tottoriensis Ihara, 1994 — Япония
- Cybaeus triangulus Paik, 1966 — Корея
- Cybaeus tsurugi Ihara, 2003 — Япония
- Cybaeus tsurusakii Ihara, 1993 — Япония
- Cybaeus uenoi (Yaginuma, 1970) — Япония
- Cybaeus urabandai Ihara, 2004 — Япония
- Cybaeus vignai Brignoli, 1977 — Франция, Италия
- Cybaeus vulpinus Bennett, 2009 — США
- Cybaeus waynei Bennett, 2009 — США
- Cybaeus whanseunensis Paik & Namkung, 1967 — Корея
- Cybaeus yoshiakii Yaginuma, 1968 — Япония
- Cybaeus yoshidai Ihara, 2004 — Япония
- Cybaeus yufuin Ihara, 2007 — Япония
- Cybaeus zenifukiensis (Komatsu, 1968) — Япония

## Paracedicus
Paracedicus Fet, 1993
- Paracedicus baram Levy, 2007 — Израиль
- Paracedicus ephthalitus (Fet, 1993) — Туркменистан
- Paracedicus feti Marusik & Guseinov, 2003 — Азербайджан
- Paracedicus gennadii (Fet, 1993) — Туркменистан
- Paracedicus geshur Levy, 2007 — Израиль

## Symposia
Symposia Simon, 1898
- Symposia bifurca Roth, 1967 — Венесуэла
- Symposia columbiana Muller & Heimer, 1988 — Колумбия
- Symposia dubiosa Roth, 1967 — Венесуэла
- Symposia sexoculata Roth, 1967 — Венесуэла
- Symposia silvicola Simon, 1898 — Венесуэла
- Symposia umbrosa Simon, 1898 — Венесуэла

## Vagellia
Vagellia Simon, 1899
- Vagellia helveola Simon, 1899 — Суматра